# Сент-Ентоні (округ Стернс, Міннесота)
Сент-Ентоні (англ. St. Anthony) — місто (англ. city) в США, в окрузі Стернс штату Міннесота. Населення — 91 особа (2020).

## Географія
Сент-Ентоні розташований за координатами 45°41′20″ пн. ш. 94°36′42″ зх. д. / 45.68889° пн. ш. 94.61167° зх. д. (45.688975, -94.611531).  За даними Бюро перепису населення США в 2010 році місто мало площу 1,27 км², уся площа — суходіл.

## Демографія
Згідно з переписом 2010 року, у селищі мешкало 86 осіб у 30 домогосподарствах у складі 23 родин. Густота населення становила 68 осіб/км².  Було 33 помешкання (26/км²).
Расовий склад населення:
| - 98,8 % — білих - 1,2 % — осіб інших рас |

До двох чи більше рас належало 0,0 %. Частка іспаномовних становила 1,2 % від усіх жителів.
За віковим діапазоном населення розподілялося таким чином: 36,0 % — особи молодші 18 років, 55,9 % — особи у віці 18—64 років, 8,1 % — особи у віці 65 років та старші. Медіана віку мешканця становила 33,3 року. На 100 осіб жіночої статі у селищі припадало 91,1 чоловіків;  на 100 жінок у віці від 18 років та старших — 96,4 чоловіків також старших 18 років.
Середній дохід на одне домашнє господарство  становив 62 108 доларів США (медіана — 65 000), а середній дохід на одну сім'ю — 62 968 доларів (медіана — 65 417). За межею бідності перебувало 15,1 % осіб, у тому числі 23,7 % дітей у віці до 18 років та 0,0 % осіб у віці 65 років та старших.
Цивільне працевлаштоване населення становило 61 осіб. Основні галузі зайнятості: виробництво — 19,7 %, сільське господарство, лісництво, риболовля — 19,7 %, освіта, охорона здоров'я та соціальна допомога — 18,0 %.